# Prins Claus Conservatorium
Het Prins Claus Conservatorium is een van de negen conservatoria in Nederland, gevestigd in de stad Groningen.
Het Prins Claus Conservatorium maakt deel uit van de Hanzehogeschool als een van de achttien scholen en is daarvan de plek voor muziekvakonderwijs. Er bestaan uitwisselingsprojecten met verschillende andere conservatoria in Europa en in de Verenigde Staten. Er zijn tegenwoordig rond 300 studenten ingeschreven aan het Prins Claus Conservatorium. De deken van het Conservatorium is vanaf 2011 Harrie van den Elsen.

## Geschiedenis
In 1965 werd het Stedelijk Muzieklyceum van Groningen omgezet in een conservatorium.
In 1990 werd het Conservatorium van Leeuwarden opgeheven, en de opleiding werd overgeheveld naar het Conservatorium van Groningen. In 1993 was het aantal eerstejaars studenten dermate laag geworden, dat de hogeschool vreesde voor de kwaliteit van de opleiding. Er werden maatregelen aangekondigd om nieuwe studenten te werven.
Sinds 2005 draagt het conservatorium de naam van Prins Claus.

## Richtingen
Het Conservatorium biedt vier studierichtingen aan:
1. Klassieke muziek
2. Jazz
3. Dirigent harmonie, fanfare, brassband / dirigent koor, compositie, muziek- en studieproducties
4. Docent muziek

## Docenten Klassiek
- Dick Bolt (bastrombone)
- Tijmen Botma (directie)
- Klaas ten Holt (compositie)
- Femke IJlstra (saxofoon)
- Tatiana Koleva (percussie)
- Paul Komen (piano)
- Egbert-Jan Louwerse (fluit)
- Jan-Ype Nota (cello)
- Pauline Oostenrijk (hobo)
- Sorin Orchinschi (contrabas)
- Fie Schouten (basklarinet)
- Hanneke de Wit (zang)
- Klaas van der Woude (directie)

## New York comes to Groningen-docenten
Sinds enkele jaren is het programma New York comes to Groningen deel van de jazzstudie van het Prins Claus Conservatorium. Het programma houdt in dat iedere week een New Yorks topmusicus lesgeeft in Groningen, iedere week een andere tot ze alle acht geweest zijn en de cyclus opnieuw begint. De docenten geven hoofdvaklessen op hun eigen instrument, maar ook theorielessen, solfège, workshops en iedere maandagmiddag een openbaar concert met achtereenvolgend een masterclass. Anno 2011 maken de volgende docenten deel uit van dit programma:
- Joris Teepe (bas)
- Don Braden (saxofoon)
- J.D. Walter (zang)
- David Berkman (piano)
- Freddie Bryant (gitaar).
- Conrad Herwig (trombone)
- Alexis Cole (zang)
- Helen Sung (piano)
- Johannes Weidenmeuller (bas)
- Miho Hazama (componist)
- Spike Wilner (piano)
- Billy Hart (drums)
- Michael Mossman (trompet)
- Steve Nelson (vibrafoon)
- Rogerio Boccato (drums)

## Gastdocenten
- Christian Lindberg
- Alain Meunier
- Jakob Slagter
- Henk Guittart
- Edward Witsenburg
- Michel Strauss
- Jean-Luc Menet
- Marko Thomas
- Thomas Klug
- Radovan Vlatkovic
- Ab Koster
- Maurice Hamers
- Herman Jeurissen
- David King
- Diana Ligeti
- Henk Meutgeert
- Rob Boonzajer-Flaes
- Bart van Oort
- Scott Blick
- Rien de Reede
- Marion van den Akker
- Rian de Waal
- Arnold Marinissen
- Johannes Meissl
- Troels Svane
- Richard Veenstra